# П'єр Клементі
П'єр Клементі́ (фр. Pierre Clémenti; 28 вересня 1942, Париж — 27 грудня 1999, там само) — французький актор, режисер, оператор, продюсер, композитор, письменник.

## Біографія
П'єр Клементі народився 28 вересня, 1942 року у Парижі від невідомого батька і матері Рози Клементі, корсиканки за походженням. Мати була неспроможною матеріально забезпечити дитину, тому віддала його на виховання. Дитинство у нього було важким, його передавали з однієї сім'ї до іншої. Справа закінчилася тим, що у 13-річному віці П'єра було відправлено до виправного будинку. Там він зустрів педагога, який зумів відкрити для нього поезію. Повернувшись до Парижа, підліток змінив чималих робочих місць: муляра, посильного, а потім поступив до школи при Театрі «Дю В'э Коломб» (фр. Du Vieux Colombier).
У 1957 році він познайомився з Еженом Йонеско, Семюелем Беккетом, Едгаром Варезом і французьким актором Роже Бланом. Ці зустрічі зіграли вирішальне значення для його майбутньої акторської кар'єри.
Учився драматичному мистецтву на декількох столичних курсах і почав свою акторську кар'єру у театрі.

## Кар'єра
Свою першу невелику роль у кіно Клементі зіграв у фільмі 1960 року «Собачий пікнік» (Chien de pique) Іва Аллегре.
Найвідоміша роль — у фільмі Луїса Бунюеля «Денна красуня» (1967). Грав також у фільмах Лукіно Вісконті («Леопард», 1963), П'єра Паоло Пазоліні («Свинарник», 1969), Бернардо Бертолуччі («Партнер», 1968; «Конформіст», 1971), Душана Макавеєва («Солодкий фільм», 1974), Луїса Бунюеля («Молочний Шлях», 1969), Мішеля Девіля («Бенжамен, або Щоденник незайманого», 1968). Зіграв Пабло в екранізації повісті Германа Гессе «Степовий вовк» (1974). Виконав роль одного з персонажів (Адрієн Жоссель) у серіалі «Розслідування комісара Мегре» (1981, «Признання Мегре»). У радянсько-німецькому фільмі 1989 року «Важко бути богом» (за однойменною повістю братів Стругацьких зіграв роль Короля.
Клементі захоплювався французьким незалежним кінематографом і як режисер зняв декілька фільмів, здебільшого короткометражних, до участі в яких запрошував друзів. У одному з цих фільмів відбувся акторський дебют його сина Бальтазара. Окрім роботи в кіно, грав у театрі, автор п'єси «Хроніка припізнілої смерті» (у якій сам же виконав головну роль) і декількох книг.
У 1972 ріку за вживання наркотиків потрапив до в'язниці де провів 17 місяців, після чого був звільнений через нодоказаність і був вимушений покинути країну. Згодом Клементі написав книгу про час, проведений у в'язниці.

## Особисте життя
Двічі був одружений. Перша дружина — Маргарет Клеманті. Друга — Надін Херманд-Клементі. У кожному шлюбі у актора було по одній дитині.
Помер у Парижі 27 грудня 1999 року від раку печінки. Похований на кладовищі маленького бургундського містечка Сусі (департамент Йон).

## Обрана фільмографія
Актор
| Рік  |    | Українська назва                       | Оригінальна назва                    | Роль                           |
| ---- | -- | -------------------------------------- | ------------------------------------ | ------------------------------ |
| 1963 | ф  | Леопард                                | Il Gattopardo                        | Франческо Паоло                |
| 1966 | ф  | Денна красуня                          | Belle de jour                        | Марсель                        |
| 1967 | ф  | Одна людина зайва                      | Un homme de trop                     | Мужон                          |
| 1968 | ф  | Бенжамен, або Щоденник незайманого     | Benjamin ou les Memoires d'un Puceau | Бенжамен (головна роль)        |
| 1968 | ф  | Партнер                                | Il Sosia                             | Джаккобе (головна роль)        |
| 1969 | ф  | Молочний Шлях                          | La Voie lactée                       | Диявол                         |
| 1969 | ф  | Свинарник                              | Porcile                              | молодий людожер (головна роль) |
| 1970 | ф  | Конформіст                             | Il Conformista                       | Ліно                           |
| 1970 | ф  | Ніні Тірабушо: жінка, яка вигадала рух |                                      |                                |
| 1974 | ф  | Солодкий фільм                         | Sweet Movie                          | матрос Потьомкін               |
| 1974 | ф  | Степовий вовк                          | Steppenwolf                          | Пабло                          |
| 1976 | ф  | Червона афіша                          | L'affiche rouge                      | Марсель Реймон                 |
| 1978 | ф  | Червоні губки                          | Piccole labbra                       | Пауль (головна роль)           |
| 1980 | ф  | Кошмар                                 | Cauchemar                            | Віктор                         |
| 1981 | ф  | Квартет                                | Quartet                              | фотограф Тео                   |
| 1981 | ф  | Розслідування комісара Мегре           | Les enquêtes du commissaire Maigret  | Адріан Жоссе                   |
| 1984 | ф  | Різдвяна історія                       | A Christmas Carol                    |                                |
| 1987 | тф | Дитина на ім'я Ісус                    | Un bambino di nome Gesu              | Шериф                          |
| 1989 | ф  | Важко бути богом                       | Трудно быть богом                    | Король                         |
| 1990 | ф  | Австрійка                              | L'Autrichienne                       | Хеберт                         |
| 1998 | ф  | Експрес у Маракеш                      | Hideous Kinky                        | Санторі                        |